# Louise Hippolyte van Monaco
Louise Hippolyte Grimaldi (Monaco, 10 november 1697 — aldaar, 29 december 1731) was vorstin van Monaco van 20 februari 1731 tot haar dood. Ze was een dochter van Anton I.
Omdat ze geen broers had werd Louise Hippolyte troonopvolgster van Monaco. Haar vader besloot, met toestemming van Lodewijk XIV van Frankrijk, dat haar toekomstige man de naam Grimaldi zou aannemen en dat hij samen met haar Monaco zou besturen.
Op 20 oktober 1715 huwt ze met Jacobus Goyon, graaf van Thorigny, graaf van Matignon (1689-1751). Het huwelijk werd niet erg gelukkig, hoewel het paar negen kinderen kreeg: 

1. Antoine Charles Marie (16 december 1717 - 4 februari 1718);
2. Charlotte Thérèse Nathalie (19 maart 1719 - 1790);
3. Honorius III van Monaco (10 november 1720 - 21 maart 1795);
4. Charles Marie Auguste (1 januari 1722 - 24 augustus 1749);
5. Jacques (9 juni 1723 - juni 1723);
6. Louise Françoise (15 juli 1724 - 15 september 1729);
7. François Charles (4 februari 1726 - 9 december 1743);
8. Charles Maurice (14 mei 1727 - 18 januari 1798);
9. Marie Françoise Thérèse (20 juli 1728 - 20 juni 1743).

Haar man verbleef graag aan het hof in Versailles en hield er verschillende maîtresses op na.
Na de dood van haar vader reisde Louise Hippolyte op 4 april 1731 van Parijs naar Monaco en werd er enthousiast ontvangen. Als Jacques zich later bij haar voegt om samen met haar Monaco te besturen - als Jacobus I - wordt hij beduidend minder vriendelijk ontvangen. Bijna negen maanden na haar aankomst in Monaco sterft ze echter aan de pokken en ze wordt opgevolgd door haar man. Hij laat zich weinig gelegen aan het land en de bevolking moet niets van hem hebben. In mei 1732 verlaat hij het land en in 1733 abdiceert hij ten gunste van zijn zoon Honorius.
Reinier I · Karel I, Anton, Reinier II en Gabriël · Lodewijk en Jan I · Lodewijk · Ambrosius en Jan I · Jan I · Catalanus · Claudine · Lambert · Jan II · Lucianus · Augustinus · Honorius I · Karel II · Hercules · Honorius II · Lodewijk I · Anton I · Louise Hippolyte · Jacobus I · Honorius III · Honorius IV · Honorius V · Florestan I · Karel III · Albert I · Lodewijk II · Reinier III · Albert II